# Hesseni Lujza dán királyné
Lujza hessen–kasseli hercegnő (németül: Luise Wilhelmine Friederike Caroline Auguste Julie von Hessen-Kassel, dánul: Louise Wilhelmine Frederikke Caroline Auguste Julie; teljes neve magyarul Hessen-Kasseli Lujza Vilhelmina Friderika Karolina Aguszta Júlia; Kassel, 1817. szeptember 7. – Gentofte, 1898. szeptember 29.) német hercegnő és IX. Keresztély dán király feleségeként 1863-tól haláláig Dánia királynéja.

## Élete

### Származása
Lujza hercegnő Kasselben, a Hessen-Kasseli Tartománygrófság fővárosában született. Édesapja Hesseni Vilmos tartománygróf (1787–1867) volt, III. Frigyes, Hessen-Kassel-Rumpenheim címzetes tartománygrófjának (1747–1837) és Karolina Polixénia nassau-usingeni hercegnő (1762–1823) fia. 
Édesanyja Lujza Sarolta dán királyi hercegnő (1789–1864) volt, Frigyes dán–norvég trónörökös herceg (1753–1805) és Zsófia Friderika mecklenburg-schwerini hercegnő (1758–1794) leánya, V. Frigyes dán király unokája. Szülei házasságából hat gyermek született:
- Karolina (1811–1829)
- Mária (1814–1895), aki 1832-ben Frigyes Ágost anhalti herceg (1799–1864) felesége lett.
- Lujza (1817–1898), 1842-től Oldenburg-glücksburgi Keresztély herceg felesége, 1863-tól Dánia királynéja
- Frigyes Vilmos (1820–1884), Hessen-Kassel-Rumpenheim trónörököse, akinek első felesége 1844-től Alekszandra Nyikolajevna Romanova orosz nagyhercegnő (1825–1844), második felesége 1853-tól Anna Friderika porosz királyi hercegnő (1836–1918) volt.
- Auguszta (1823–1889), 1854-től Károly Frigyes blixen-finecke báró (1822–1873) felesége.
- Zsófia (*/† 1827), születésekor meghalt.

### Házassága

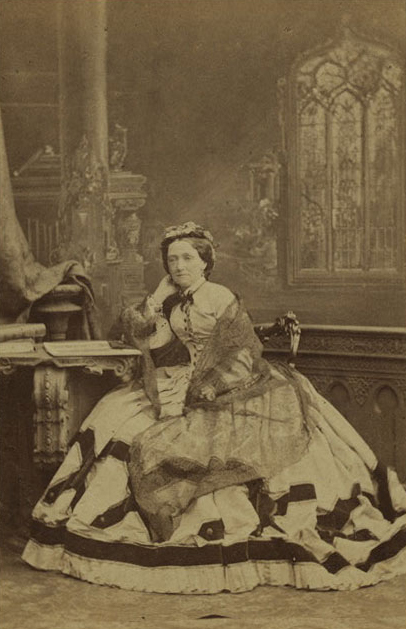
Lujza dán királyné, korabeli fénykép

1842. május 26-án a koppenhágai Amalienborg palotában feleségül ment másodfokú unokafivéréhez, az Oldenburg-ház egyik mellékágából, a Schleswig-Holstein-Sonderburg-Glücksburg-házból származó Keresztély herceghez (1818–1906), Frigyes Vilmos schleswig–holstein–sonderburg–glücksburgi herceg (1785–1831)  és Lujza Karolina hessen–kasseli hercegnő (1789–1867) negyedik fiához, anyai ágon az Oldenburg-házból származó V. Frigyes dán–norvég király unokájához. A házasságból hat gyermekük született:
- Keresztély Frigyes trónörökös herceg (1843–1912), 1843-tól apja örököseként VIII. Frigyes néven Dánia királya,
- Alexandra (Alix, 1844–1925), 1863-tól Eduárd brit trónörökös (1841–1910) felesége, 1901-től Nagy-Britannia királynéja,
- György Vilmos (1845–1913), 1863-tól I. György néven Görögország királya, aki 1867-ben Olga Konsztantyinovna Romanova orosz nagyhercegnőt (1851–1926) vette feleségül,
- Dagmar (1847–1928), 1866-tól Alekszandr Romanov cárevics, orosz trónörökös (1845–1894) felesége, 1881-től III. Sándor cár mellett Marija Fjodorovna néven Oroszország cárnéja.
- Tíra (Thyra, 1853–1933), 1875-től Ernő Ágost hannoveri királyi herceg (1845–1923) felesége,
- Valdemár (1858–1939), aki 1885-ben Mária Amália orléans-i hercegnőt (1865–1909), I. Lajos Fülöp francia király unokáját vette feleségül.

### Dánia királynéja

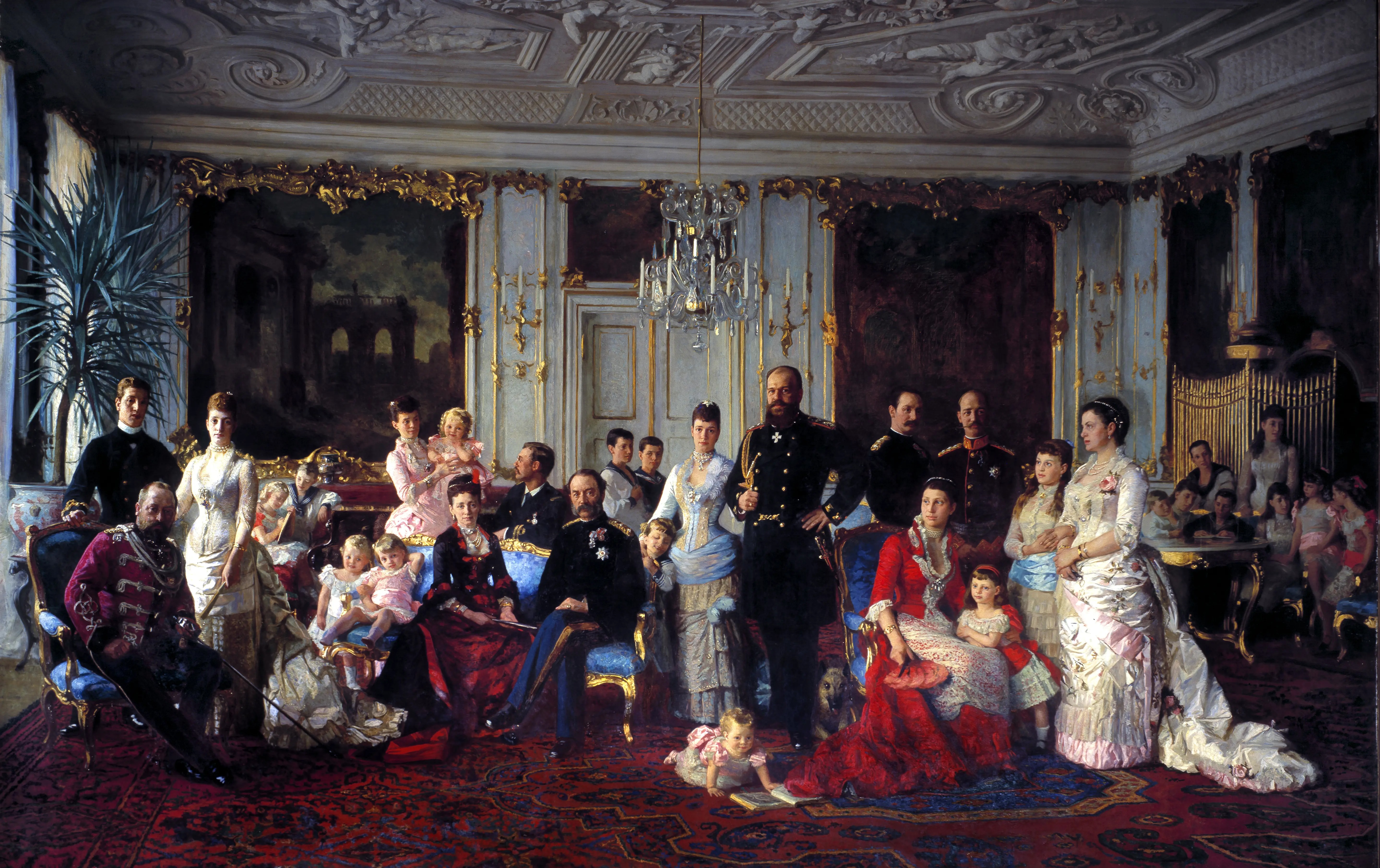
A dán királyi család (1883-86)

Lujza hercegnőt több rokoni szál fűzte a dán Oldenburg királyi házhoz. Anyja révén VIII. Keresztély dán király (1786–1848) unokahúga, VII. Frigyes király (1808–1863) unokanővére, V. Frigyes dán király dédunokája volt. Amikor 1863-ban a gyermektelen VII. Frigyes király elhunytával az Oldenburg-ház főága megszakadt, Lujza hercegnő férfi házastársa már pusztán feleségének az Oldenburg-házból való közvetlen származása révén levezethette saját de iure uxoris trónöröklési igényét.
Keresztély herceg saját ősei is az Oldenburg királyi házból származtak, de az ő felmenői sokkal régebben ágaztak ki a család főágából. Ahhoz, hogy elismerjék a gyermektelen VII. Frigyes király örökösének, arra volt szükség, hogy saját (távoli) trónöröklési igényét egyesítse a felesége, Lujza hercegnő révén (de iure uxoris) reá szállt öröklési jogcímmel. A férj és feleség egyesített igényét elfogadva Keresztély herceget már 1853-ban kijelölték VII. Frigyes király trónjának várományosává. Frigyes király 1863. november 15-én a Glücksburg kastélyban időzve elhunyt, trónjára Lujza hercegnő férje lépett, IX. Keresztély néven.
Lujza királyné és férje, IX. Keresztély király megalapították a jelenleg (2017) is regnáló dán királyi dinasztiát, a Glücksburg-házat. Gyermekeik több jelentős európai uralkodóház tagjaival kötötték házasságot. Az első ilyen fontos esemény 1863-ban Alexandra hercegnő házassága volt a brit trónörökössel, a későbbi VII. Eduárd brit királlyal. A házasság Dániát a korabeli európai politika erőtér középpontjába állította. Többi gyermekük házassága más európai trónörökösökkel és uralkodókkal Lujza királynét és Keresztély királyt „Európa anyósává és apósává” avatták.
1898-ban bekövetkezett halála után a dán királyok hagyományos temetkezőhelyén, a Roskildei székesegyházban temették el.